# Acropolis (stolica tytularna)
Acropolis (przym. łac. Acropolitanus, wł. Agropoli) – stolica historycznej diecezji w Italii istniejącej w pierwszych wiekach. 
Współczesne miasto Agropoli w prowincji Salerno we Włoszech. Obecnie katolickie biskupstwo tytularne ustanowione w 1968 przez papieża Pawła VI.

## Biskupi tytularni
| Lp. | Biskup               | Funkcja                                                                     | Od              | Do                |
| --- | -------------------- | --------------------------------------------------------------------------- | --------------- | ----------------- |
|     | John Paul Elford     | biskup pomocniczy elekt Fort Wayne-South Bend zrezygnował z przyjęcia sakry | 15 lipca 1968   | październik 1968  |
| 1   | Zenon Grocholewski   | urzędnik Kurii Rzymskiej                                                    | 21 grudnia 1982 | 21 lutego 2001    |
| 2   | Marc Ouellet         | sekretarz Papieskiej Rady ds. Popierania Jedności Chrześcijan               | 3 marca 2001    | 15 listopada 2002 |
| 3   | Pedro López Quintana | nuncjusz apostolski                                                         | 12 grudnia 2002 |                   |